# Availles-en-Châtellerault
Availles-en-Châtellerault là một xã, tọa lạc ở tỉnh Vienne trong vùng Nouvelle-Aquitaine, Pháp. Xã này có diện tích 15,46 km², dân số năm 2006 là 1459 người. Xã nằm ở khu vực có độ cao trung bình 70 m trên mực nước biển. 
Dân địa phương danh xưng tiếng Pháp là Availlais.

## Hành chính
| Danh sách các xã trưởng |                  |                  |      |         |
| Giai đoạn               | Giai đoạn        | Tên              | Đảng | Tư cách |
| mars 2001               | tháng 3 năm 2008 | Jacky Peltier    |      |         |
| mars 2008               |                  | François Arnault |      |         |

## Biến động dân số
| Năm | 1962 | 1968 | 1975 | 1982  | 1990  | 1999  | 2006  |
| --- | ---- | ---- | ---- | ----- | ----- | ----- | ----- |
| Dân số | 675  | 680  | 902  | 1 066 | 1 175 | 1 226 | 1 459 |
| From the year 1962 on: No double counting—residents of multiple communes (e.g. students and military personnel) are counted only once. |      |      |      |       |       |       |       |